# FDP
Freie Demokratische Partei (FDP) er Tysklands liberale parti. Partiet stiftedes i 1948.
De ca. 72.000 FDP-medlemmer kalder sig Freie Demokraten (frie demokrater) eller die Liberalen (liberalerne). Formanden hedder Christian Lindner. 
Ved seneste forbundsdagsvalg i 2021 fik partiet 91 mandater og indgik herefter i Olaf Scholz' koalitionsregering. Efter intern uenighed i regeringen om om den økonomiske politik afskedigede Olaf Scholz den 6. november 2024 partileder Christian Lindner som finansminister, hvorefter FDP dagen efter trak sine ministre ud af regeringen.

## Historie
FDP dannede ofte regeringer sammen med CDU og i 1970'erne også med SPD.
Efter den tyske genforening blev det østtyske valgforbund Bund Freier Demokraten fusioneret ind i FDP. 
Ved forbundsdagsvalget i 2009 fik FDP med 14,6% af stemmerne sit bedste valg siden stiftelsen, som fandt sted efter afslutningen af anden verdenskrig. Ved det næste forbundsdagsvalg i 2013 fik FDP med 4,8% af stemmerne sit værste valg siden stiftelsen og blev for første gang siden dannelsen ikke repræsenteret i Forbundsdagen. Ved det efterfølgende Forbundsdagsvalg fik partiet 10,7% af stemmerne og 80 pladser i Forbundsdagen.
Stemmeandel
Antal mandater

## Kendte FDP-medlemmer
- Theodor Heuss
- Walter Scheel
- Hans-Dietrich Genscher
- Otto Graf Lambsdorff
- Jürgen Möllemann
- Klaus Kinkel
- Guido Westerwelle

## Formænd
- 1948–1949 Theodor Heuss
- 1949–1954 Franz Blücher
- 1954–1957 Thomas Dehler
- 1957–1960 Reinhold Maier
- 1960–1968 Erich Mende
- 1968–1974 Walter Scheel
- 1974–1985 Hans-Dietrich Genscher
- 1985–1988 Martin Bangemann
- 1988–1993 Otto Graf Lambsdorff
- 1993–1995 Klaus Kinkel
- 1995–2001 Wolfgang Gerhardt
- 2001–2011 Guido Westerwelle
- 2011–2013 Philipp Rösler
- 2013 - Christian Lindner